# 平野一郎 (ジャーナリスト)
平野 一郎（ひらの いちろう、1924年10月7日 - ）は、ジャーナリスト、人権問題研究者。
京都府生まれ。1944年神戸経済専門学校卒、1949年朝日新聞社入社、66年大阪本社通信部長、67年東京本社内政部長、69年大阪本社通信部長、73年同編集局次長、76年名古屋本社編集局次長、のち局長、79年朝日カルチャーセンター（大阪）社長、88年定年、相談役。1988-96年愛知大学教授。94年世界人権問題研究センター理事、96年大阪人権博物館館長。

## 著書
- 『シルク・ロードを行く イラン・アフガン探検』朋文堂 1960
- 『人権 差別からの解放』明治図書出版 双書・部落解放 1973
- 『記者の目と人権』解放出版社 部落解放新書 1980
- 『生涯学習と人権』解放出版社 1984
- 『オール・ロマンス事件 差別行政の糾弾闘争』部落解放研究所 人権ブックレット 1988
- 『人間解放の視座』解放出版社 1989
- 『松本治一郎・小伝』部落解放研究所 人権ブックレット 1992
- 『人権問題ノオト』シェリー企画出版 1994
- 『人間を尊敬すること 人権の世紀へ向けて』明治図書出版 オピニオン叢書 緊急版　1998
- 『古えんぴつの記者遍歴 1　八十六年を生きてきて 平野一郎文集』片山旭丘社 2010
- 『古えんぴつの記者遍歴 2　人権の館をたずねて 平野一郎文集』片山旭丘社 2010
- 『古えんぴつの記者遍歴 3「えらいこちゃ」と「ほんまかいな」 平野一郎文集』片山旭丘社 2011
- 『古えんぴつの記者遍歴 4　師あり友あり本ありて 平野一郎文集』片山旭丘社 2011
- 『古えんぴつの記者遍歴 5　漂泊人間にまなぶ 平野一郎文集』片山旭丘社 2011

## 注
1. ↑  『現代日本人名録』2002年